# Hastings (Florida)
Hastings es un pueblo ubicado en el condado de San Juan en el estado estadounidense de Florida. En el Censo de 2010 tenía una población de 580 habitantes y una densidad poblacional de 135,23 personas por km².

## Geografía
Hastings se encuentra ubicado en las coordenadas 29°43′2″N 81°30′11″O / 29.71722, -81.50306. Según la Oficina del Censo de los Estados Unidos, Hastings tiene una superficie total de 4.29 km², de la cual 4.29 km² corresponden a tierra firme y (0%) 0 km² es agua.

## Demografía
Según el censo de 2010, había 580 personas residiendo en Hastings. La densidad de población era de 135,23 hab./km². De los 580 habitantes, Hastings estaba compuesto por el 48.1% blancos, el 48.28% eran afroamericanos, el 0.52% eran amerindios, el 0.34% eran asiáticos, el 0% eran isleños del Pacífico, el 1.03% eran de otras razas y el 1.72% pertenecían a dos o más razas. Del total de la población el 4.48% eran hispanos o latinos de cualquier raza.